# Lager, Post og Servicearbejdernes Forbund
Lager, Post og Servicearbejdernes Forbund var en lokalafdeling under Fagligt Fælles Forbund, der overenskomstdækkede København inden for flere forskellige områder. Fagforeningen havde cirka 11.000 medlemmer.
Foreningen blev dannet i 2005 ved en sammenlægning af Lager og Handelsarbejdernes Forbund og SID Københavns Post
Fagforeningen havde kontor på Peter Ipsens Allé 27 i København. Formanden var Bjarne Høpner.
Lager, Post og Servicearbejdernes Forbund fusionerede i 2013 med 3F Industri- og Service og 3F Hotel & Restauration til 3F København, og blev dermed den største lokalafdeling i Fagligt Fælles Forbund.